# Eduardo León y Ortiz
Eduardo León y Ortiz (València, 29 de setembre de 1846 - Madrid, 9 de setembre de 1914) fou un astrònom i matemàtic valencià, acadèmic de la Reial Acadèmia de Ciències Exactes, Físiques i Naturals.
Doctorat en ciències exactes, en 1877 va obtenir la càtedra de complements d'àlgebra, geometria, trigonometria i geometria analítica a la Universitat de Granada. De 1878 a 1882 fou catedràtic d'aquestes mateixes matèries a la Universitat de València. En 1882 va obtenir la càtedra de geodèsia a la Universitat Central de Madrid, que va ocupar fins a la seva mort el 1914. Alhora va obtenir per oposició els càrrecs primer d'auxiliar i després d'astrònom de l'Observatori de Madrid.
El 1907 fou nomenat acadèmic de la Reial Acadèmia de Ciències Exactes, Físiques i Naturals, però va morir abans de prendre'n possessió. Va traduir al castellà el Tractat de Geodèsia del coronel Alexander Ross Clarke i amb Eduardo Sánchez Pardo va traduir el Tratado elemental de física experimental y aplicada y de meteorología d'Adolphe Ganot. Fou director de les revistes Las Ciencias de la Naturaleza i Archivos de Matemática.

## Obres
- De la figura de la tierra (1890)